# 生員
生員（せいいん、満洲語：ᡧᡠᠰᠠᡳ, šusai）とは、中国明朝及び清朝において国子監の入試（院試）に合格し、科挙制度の郷試の受験資格を得たもののことをいう。生員となったものは、府学・県学などに配属される。また、秀才と美称され、実質的に士大夫の仲間入りをしたことになり、徭役免除などの特権を得た。なお、諸生（しょせい）とは童試の中の最初の二つの試験である県試・府試に合格したもののことを指すが、院試には合格していないので科挙の受験資格は得られていない。
郷試に合格するのは毎回400人程度であるのに対して、諸生は50万人もいたとされている。